# Mangalia (Schiff, 1944)
Die Mangalia war ein Küstenmotorschiff aus der Klasse der Schwarzmeer-Einheitsschiffe und ursprünglich von der Kriegsmarine im Zweiten Weltkrieg für den Einsatz im Schwarzen Meer entwickelt. Das Schiff wurde erst 1950 fertig gestellt und fuhr bis mindestens in die 1970er Jahre unter rumänischer Flagge.

## Bau und technische Daten

### Kiellegung in Österreich
Das Schiff wurde am 1. Juli 1944 auf der Schiffswerft Korneuburg – seit 1938 Teil der Reichswerke Hermann Göring – in Korneuburg bei Wien unter der Baunummer 441 auf Kiel gelegt. Die interne Bezeichnung lautete als sechstes Schiff der als SME abgekürzten Baureihe SME 6. Das Schiff war als Tender für die Kriegsmarine vorgesehen und sollte den Namen Brocken oder Schneekoppe erhalten. In Korneuburg lief das Schiff bis Kriegsende nicht mehr vom Stapel.
Die geplanten Maße des Schiffes lauteten: 59,73 Meter lang, 9,00 Meter breit und ein Tiefgang von 3,17 Metern. Die Konstruktionsverdrängung betrug nach den Plänen 765 Tonnen, die maximale 1270 Tonnen bei 706 BRT. Der Antrieb sollte aus einem 630 PS leistenden Halberg Sechs-Zylinder Viertakt-Dieselmotor bestehen, der auf eine Schraube wirke und eine Geschwindigkeit von 10,3 Knoten erreichen sollte.

### Fertigstellung in Ungarn
Bei Kriegsende lag das Schiff in Korneuburg noch auf der Helling und wurde dort nach der Kapitulation der Wehrmacht von den Sowjets als deutsches Eigentum beschlagnahmt. Die Werft in Korneuburg wurde von der USIA (Verwaltung des sowjetischen Eigentums in Österreich) geleitet.
SME 5 und SME 6 wurden noch in Korneuburg zu Wasser gelassen – vermutlich 1948 – und wie alle acht in Korneuburg gebauten Schwarzmeer-Einheitsschiffe nach Ungarn überführt. Im Auftrag der Sowjetunion wurden sie in Budapest auf der Schiffswerft Óbuda zwischen 1948 und 1951 fertiggestellt. Von diesen acht Schiffen überließ die Sowjetunion zwei Rumänien. Die beiden Einheiten SME 5 und SME 6 wurden nach den rumänischen Städten Constanța und Mangalia benannt – die Mangalia war das zweite Schiff mit diesen Namen.
Für die beiden rumänischen Schiffe liegen für die Zeit nach der Fertigstellung abweichende Schiffsmaße vor, die nicht bestätigt sind: Angegeben wurde nun ihre Länge mit 57,70 Metern, die Breite mit 9,02 Metern und der der Tiefgang mit 3,55 Metern. Die Konstruktionsverdrängung betrug nun 613 Tonnen, bei 659 BRT, 384 NRT und einer Tragfähigkeit von 1.098 Tonnen. Die Maschine soll ein 1944 von Busch-Sulzer gebauter Dieselmotor aus den USA gewesen sein, der das Schiff auf 9 Knoten brachte.

## Geschichte
Über die Geschichte des Schiffes liegen nur einzelne gesicherte Kenndaten vor: 1950 stellt die Werft das Schiff fertig und übergab es der 1945 gegründeten sowjetisch-rumänischen Reederei Sovromtransport. Heimathafen der Mangalia wurde Constanta. Das Schwarze Meer wurde für das Schiff dann doch noch das Fahrtgebiet, für das es ursprünglich geplant war. Als die Reederei Sovromtransport 1954 aufgelöst wurde, gingen die rumänischen Schiffe an die im Februar 1955 gegründete rumänische Staatsreederei Navrom über. Bei dieser Reederei blieb das Schiff bis 1969. Heimathafen der Mangalia war weiterhin Constanta.
1970 ging das Schiff an das rumänische Meeresforschungsinstitut IRCM (nava de studii la IRCM Constanta) in Constanta über. Dort soll es noch 1980 registriert gewesen sein. Der Verbleib des Schiffes ist unbekannt.